# 감자 먹는 사람들
〈감자 먹는 사람들〉(The Potato Eaters, De Aardappeleters)은 네덜란드의 화가 빈센트 반 고흐가 1885년 4월 네덜란드 뉘넌에서 그린 유화이다. 암스테르담의 반 고흐 미술관에 위치해 있다. 이 유화의 스케치 원본은 크뢸러 뮐러 미술관에 있으며 그는 이 이미지의 석판 인쇄물도 만들었으며 작품은 뉴욕의 근대미술관을 포함한 여러 장소에 위치해 있다. 이 유화는 반 고흐의 걸작 가운데 하나로 간주된다.

## 참고 자료
- Crispino, Enrica (2008). 《Van Gogh》. The Oliver Press, Inc. ISBN 978-1934545058.